# ケッチ

一般的なケッチの帆装図

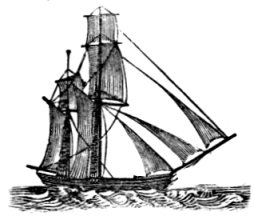
縦帆のトップセイルを持つケッチ

ケッチ（ketch）は帆船の一種である。漁船や軍艦、交易船として用いられた。排水量は100tから300t前後で、全長は十数メートルから30メートル。

## 概要
ケッチは、2本のマストを有する帆船である。メインマストとその後方に少し低いミズンマストを持ち、その両方に縦帆を持つ。縦帆は主にガフセイルであるが、比較的新しいケッチではバミューダ帆装のものも存在している。風上に向かう時は、メインマストの前に1～3枚のジブを張る。古く大きなケッチでは、トップスルスクーナーのようにメインマストに横帆のトップセイルを持つこともある。
メインマストの最下位の縦帆は「メインセイル」と呼ばれ、ミズンマストのものは「ミズンセイル」と呼ばれる。前述のように横帆のトップセイルが張られることがあるが、この2つは一般的に縦帆である。風下に向かうとき、あるいは風を横に受けるときは、メインマストにスピンネーカーなどのエクストラセイルを、ミズンマストにミズンステイセイルをもつこともある。
ケッチは、バランスが良く小さいために操作も簡単なメインセイルを持つため、長距離クルーザーの帆装として人気がある。また、風上に向かえるだけでなく、舵を使用せずミズンセイルとジブだけでの操船も可能である。

## 類似した帆装
ケッチは、しばしばヨールと混同される。両者の違いは、ケッチの場合は推進力を得るためにミズンマストが舵の前にあることが挙げられる。ヨールの場合はミズンマストは船尾にあり、バランスを取るのに使用される。これは形状というより、用途の違いである。
ケッチとスクーナーでは、共に2本のマストに全て縦帆を持つ共通点を持つ。これらはマストの高さで区別し、スクーナーの場合は一般的に前のマストが低くなっている。両方のマストの高さがほぼ同じである場合、大きい帆が前のマストにある場合はケッチ、後ろのマストにある場合はスクーナーとなる。

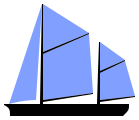
ケッチ
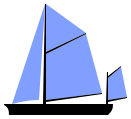
ヨール
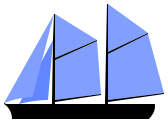
スクーナー

## ボムケッチ
ボムケッチ（bomb ketch）はケッチの一種で、臼砲艦、爆弾ケッチとも呼ばれる。1682年にフランス海軍が初めて建造した。フォアマストを取り除いた帆装からケッチと名づけられた。沿岸を砲撃するための臼砲を装備しており、また自衛のための小型のカノン砲を数門有していた。臼砲艦は時代が下るとフォアマストを持ったシップ艤装となったため、厳密にはケッチではなくなった。排水量は100-300トン程度。19世紀半ばには装甲艦が爆撃(艦砲による沿岸射撃)を行うようになったため廃れた。